# AS Koupéla du Kouritenga
AS Koupéla du Kouritenga is een Burkinese voetbalclub uit de stad Koupéla.
De club kon in 2008 voor het eerst promoveren naar de Première Division, de hoogste voetbaldivisie van Burkina Faso. De club eindigde telkens in de lagere middenmoot tot een degradatie volgde in 2011/12.